# Mairie de Gouaux

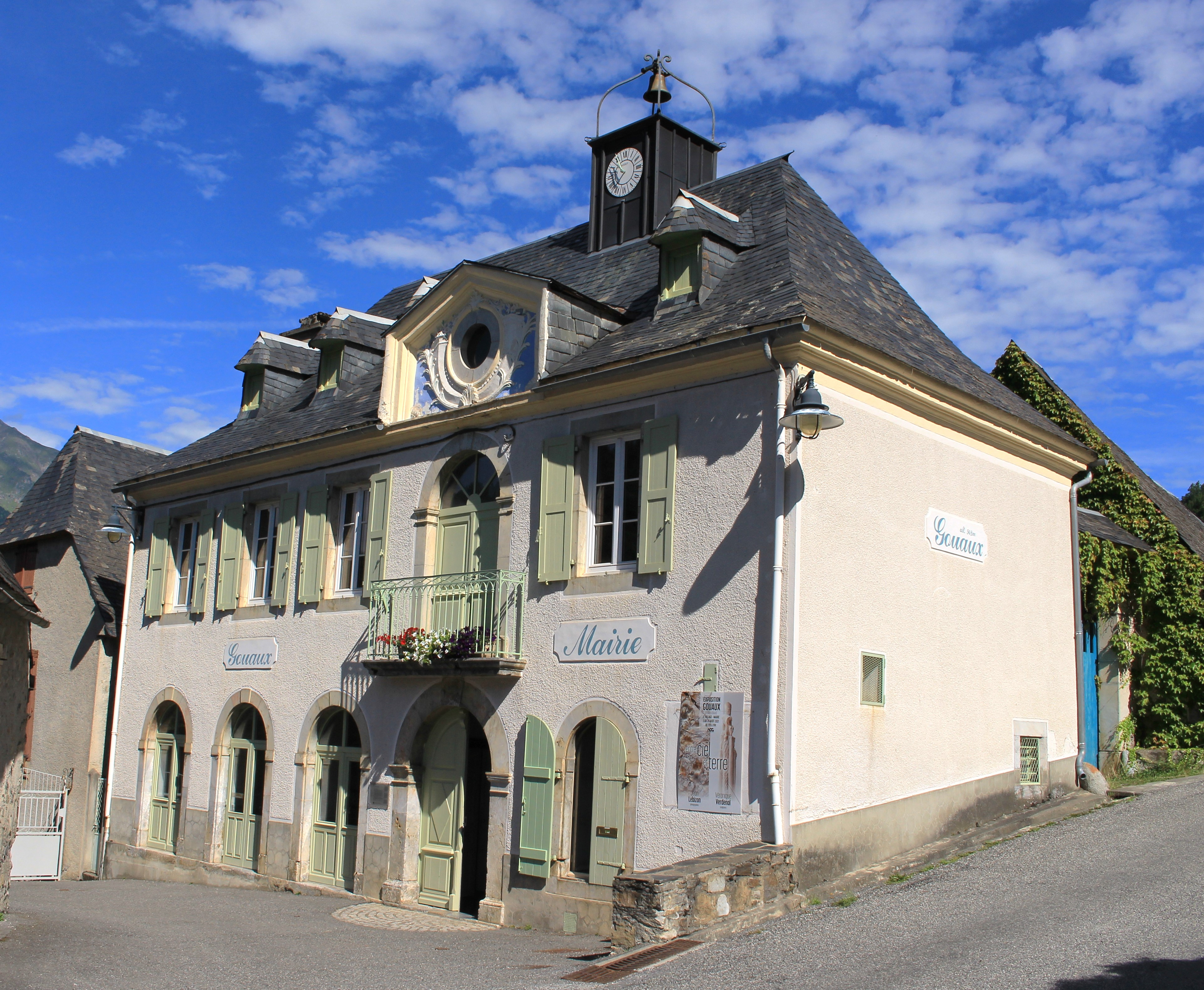
La mairie en 2021.

La mairie de Gouaux, aussi nommée mairie-école de Gouaux, désigne le bâtiment civil accueillant les institutions municipales de la ville de Gouaux.

## Localisation
Elle est située place de la Mairie au centre de la commune, au bord de la route départementale D 25 et non loin de l'église Notre-Dame.
L'édifice est référencé dans la base Mérimée et à l'Inventaire général Région Occitanie.

## Historique
Le devis pour la construction de la nouvelle mairie-école est dressé en février 1835 par Dominique Forgue-Soulé, de Gouaux et le chantier est confié à Jean Clarens, d'Ancizan, par adjudication en avril 1835.

## Description
A l'origine le bâtiment avait plusieurs fonctions, il servait d'école (au rez-de-chaussée), de maison communale (à l'étage) et de logement pour l'instituteur du village. Actuellement il n’y a plus d'école. Sur la mairie on trouve un clocheton qui sonnait les heures d'école.